# Unterer Richtschachter Graben
Der Untere Richtschach(t)er Graben ist ein 316 Meter langer Wassergraben der zum Oberharzer Wasserregal gehörte. Die Betriebszeit war von 1872 bis 1910. In dem Graben lief das Aufschlagswasser für das Kehrrad "Maaßner Schacht" dass dann weitergeleitet wurde zur 2. Wassersäulenmaschine im Richtschacht „Güte des Herrn“, um Wasserpumpen zur Entwässerung der Grube anzutreiben. Außerdem wurde das Wasser zur Erzaufbereitung abgeleitet.